# Субе
Субе (фр. Soubey) — громада  в Швейцарії в кантоні Юра, округ Франш-Монтань.

## Географія
Громада розташована на відстані близько 55 км на північний захід від Берна, 24 км на захід від Делемона.
Субе має площу 13,5 км², з яких на 2,2% дозволяється будівництво (житлове та будівництво доріг), 38,4% використовуються в сільськогосподарських цілях, 56,7% зайнято лісами, 2,6% не є продуктивними (річки, льодовики або гори).

## Демографія
2019 року в громаді мешкало 123 особи (-16,3% порівняно з 2010 роком), іноземців було 1,6%. Густота населення становила 9 осіб/км².
За віковим діапазоном населення розподілялося таким чином: 9,8% — особи молодші 20 років, 61% — особи у віці 20—64 років, 29,3% — особи у віці 65 років та старші. Було 58 помешкань (у середньому 2,1 особи в помешканні).